# Región geográfica inmediata de Barreiros-Sirinhaém
La región geográfica inmediata de Barreiros-Sirinhaém es una de las 17 regiones inmediatas del estado brasileño de Pernambuco, una de las ocho regiones inmediatas que componen la región geográfica intermedia de Recife y una de las 509 regiones inmediatas en Brasil, creadas por el IBGE en 2017.
Está compuesta por cinco municipios, teniendo una población estimada por el IBGE al 2020 de 157 962 habitantes y una área total de 1 118,146 km².
Las ciudades sede son Barreiros y Sirinhaém, además son las dos más pobladas de la región, teniendo juntas más del 55 % de la población total.

## Municipios
| Municipio                | Código  | Localización | Área (km²) | Población (est. 2020) | Densidad (2010) (hab/km²) | PIB per cápita (2017-R$) |
| ------------------------ | ------- | ------------ | ---------- | --------------------- | ------------------------- | ------------------------ |
| Barreiros                | 2601409 |              | 233,433    | 42.764                | 174,54                    | 10.125,96                |
| Rio Formoso              | 2611903 |              | 227,458    | 23.628                | 97,39                     | 11.118,74                |
| São José da Coroa Grande | 2613404 |              | 69,184     | 21.586                | 262,19                    | 11.978,44                |
| Sirinhaém                | 2614204 |              | 374,321    | 46.361                | 107,57                    | 10.654,16                |
| Tamandaré                | 2614857 |              | 213,750    | 23.623                | 96,66                     | 12.357,81                |